# Sankt Martin und der Bettler (El Greco)
Sankt Martin und der Bettler (spanisch San Martín y el mendigo, englisch Saint Martin and the Beggar) ist ein Bild des kretischen manieristischen Malers El Greco (Domínikos Theotokópoulos) von etwa 1597 bis 1599. Es gibt mehrere Ausführungen. Eine befindet sich derzeit in der Sammlung der National Gallery of Art in Washington, D.C., eine andere im Art Institute of Chicago.

## Geschichte
Das Gemälde wurde von Martín Ramírez, Stifter der San-José-Kapelle in Toledo, in Auftrag gegeben.

## Beschreibung
Das Bild zeigt eine Szene aus der Legende des Heiligen Martin: Der Heilige zerschneidet seinen Mantel und gibt die Hälfte davon einem Bettler.
Die Bilder sind in Öl auf Leinwand gemalt. Eine kleinere Version des Bildes befindet sich in der Sammlung des Art Institute of Chicago.

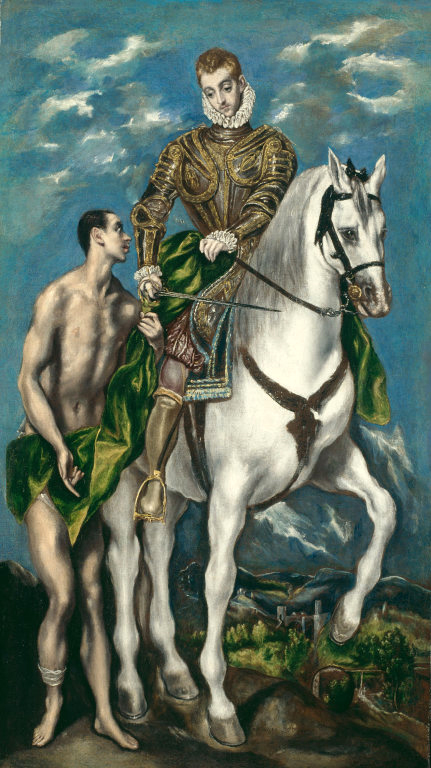
Saint Martin and the Beggar, 1597–1600, 110 × 63 cm, Art Institute of Chicago

Die beiden Versionen unterscheiden sich nur in Details. Während das größere Bild Abmessungen von 193,5 × 103 cm aufweist, ist das kleinere Bild in Chicago nur 110 × 63 cm groß. Dafür ist bei diesem die Landschaft im Hintergrund deutlicher dargestellt.
Das Gemälde stellt den Heiligen Martin auf einem weißen Araber mit dem nackten Bettler dar – vor einem phantasievoll zusammengestellten Hintergrund einer „Südspanischen“ Landschaft. Der eisblaue, wolkendurchsetzte Himmel geht hinter den Figuren über in eine Gebirgslandschaft mit der Stadt Toledo und einer hohen Bogenbrücke über den Tajo. Das große Schaufelrad einer „Eimermühle“ (spanisch molino de cubo) mit Aquädukt bestimmt den Zwischenbereich.
Bettler und Heiliger haben möglicherweise reale Porträts als Vorbild. Von unten gesehen, wirken beide monumental und überragen die Landschaft. Die Figuren und auch das Pferd, das den Vordergrund einnimmt, sind detailreich und naturalistisch dargestellt. Der nackte, am Bein verwundete Bettler, der auf dem Bild an die linke Seite gedrängt wird, sieht mit dankbarem Augenaufschlag auf zu dem Heiligen, der als spanischer Adliger mit rötlichen Haaren dargestellt wird. Das Bild betont durch das Format die Länge der Figuren, die sich von der Mitte nach links aneinander schmiegen. Der grüne Mantel des Heiligen, der auch die Blöße des Bettlers bedeckt, zieht sich als Band durch die Mitte des Bildes und trennt deutlich die Sphäre der Erde vom Himmel.